# Парадокс мальчика и девочки
Парадокс мальчика и девочки также известен в теории вероятностей как «Парадокс девочки и мальчика», «Дети мистера Смита» и «Проблемы миссис Смит». Впервые задача была сформулирована в 1959 году, когда Мартин Гарднер опубликовал один из самых ранних вариантов этого парадокса в журнале Scientific American под названием «The Two Children Problem», где привёл следующую формулировку:
- У мистера Джонса двое детей. Старший ребёнок — девочка. Какова вероятность того, что оба ребёнка — девочки?
- У мистера Смита двое детей. Хотя бы один ребёнок — мальчик. Какова вероятность того, что оба ребёнка — мальчики?

Сам Гарднер изначально давал ответ 1/2 и 1/3 соответственно, но впоследствии понял, что ситуация во втором случае неоднозначна. Ответом на второй вопрос может быть и 1/2 в зависимости от того, как было выяснено, что один из детей — мальчик. Неоднозначность в зависимости от конкретного условия задачи и сделанных допущений была подтверждена позднее в 1982 году (Maya Bar-Hillel and Ruma Falk «Some teasers concerning conditional probabilities») и в мае 2004 года (Raymond S. Nickerson «Cognition and Chance: The Psychology of Probabilistic Reasoning»).
Другие варианты этого парадокса с разной степенью неопределённости в недавнем[каком?] времени приобрели популярность. Так, например, в рубрике Ask Marilyn в Parade Magazine, John Tierney в The New York Times, и Leonard Mlodinow в Drunkard’s Walk.
Психологическое восприятие данного парадокса также представляется интересным. Научное исследование, проведённое в 2004 году (Craig R. Fox & Jonathan Levav (2004). «Partition-Edit-Count: Naive Extensional Reasoning in Judgment of Conditional Probability»), показало, что при идентичной исходно заданной информации, но различных вариациях в формулировке задачи, подталкивающей к выбору определённой точки зрения, доля студентов программ MBA, дававших ответ 1/2 на второй вопрос колеблется от 85 % до 39 %.
Парадокс зачастую вызывает множество противоречий. Много людей являются ярыми сторонниками каждого из вариантов ответа, при этом они отрицают и иногда презирают противоположную точку зрения. Парадокс заключается в том, что при различном подходе к анализу искомая вероятность различна. Наиболее очевидный ответ на оба вопроса — 1/2. Однако этот ответ очевиден лишь в том случае, когда из каждого из вопросов следует, что есть два равновероятных исхода для пола второго ребёнка (мальчик или девочка) и что вероятности этих исходов безусловны.

## Первый вопрос
- У мистера Джонса двое детей. При этом старший ребёнок — девочка. Какова вероятность того, что оба ребёнка — девочки?

Выберем случайную семью, соответствующую условиям первого вопроса. Тогда существуют 4 равновероятных исхода.
| Старший ребёнок | Младший ребёнок |
| --------------- | --------------- |
| Девочка         | Девочка         |
| Девочка         | Мальчик         |
| Мальчик         | Мальчик         |
| Мальчик         | Девочка         |

И только 2 из возможных исходов удовлетворяют критерию, указанному в вопросе (это варианты ДД, ДМ). Из-за того, что оба исхода из нового множества элементарных исходов {ДД, ДМ} равновероятны, и только один из исходов содержит двух девочек — ДД, — вероятность того, что оба ребёнка — девочки, равна 1/2.

## Второй вопрос
- У мистера Смита двое детей. При этом хотя бы один из детей — мальчик. Какова вероятность того, что оба ребёнка — мальчики?

Второй вопрос похож на первый, однако вместо утверждения о том, что старший ребёнок мальчик, в вопросе говорится о том, что хотя бы один из детей мальчик. В ответ на критику со стороны читателей Гарднер соглашается, что из-за «невозможности детально описать процедуру рандомизации» его изначальная формулировка имеет 2 способа интерпретации метода отбора семьи:
1. Из всех семей с двумя детьми, где хотя бы один мальчик, выбрана произвольная семья. В этом случае ответ 1/3 (см. ниже).
2. Из всех семей с двумя детьми один ребёнок выбирается случайным образом, и пол этого ребёнка сообщается (т.е. говорится либо «хотя бы один ребёнок — мальчик», либо «хотя бы один ребёнок — девочка»). В этом случае ответ 1/2[2][3].

Очевидно, что каждый мистер Смит имеет по одному сыну (это необходимое условие), однако не ясно, будет ли каждый мистер Смит с одним сыном попадать под наше рассмотрение. В этом и заключается проблема: утверждение не говорит, что наличие сына есть достаточное условие для включения мистера Смита в «выборку».
При этом Бар-Хиллель и Фальк (Bar-Hillel & Falk), комментируя работу Гарднера, замечают, что "Миссис Смит, в отличие от читателя, естественно знает, какого пола её дети, когда утверждает что-либо. И отталкиваясь от ответа: «У меня двое детей и хотя бы один из них мальчик» — правильным, по их мнению, будет ответить 1/3, как изначально и предлагал Гарднер.

## Анализ неоднозначности
Если допустить, что семья выбрана по принципу, что в ней есть хотя бы один ребёнок-мальчик и при этом наличие мальчика принимается как необходимое и достаточное условие, то остаются три из четырёх равновероятных исхода для семьи с двумя детьми среди описанного выше множества элементарных исходов.
| Старший ребёнок | Младший ребёнок |
| --------------- | --------------- |
| Девочка         | Девочка         |
| Девочка         | Мальчик         |
| Мальчик         | Девочка         |
| Мальчик         | Мальчик         |

При допущении, что в процессе поиска мальчика рассматриваются оба ребёнка, ответом на второй вопрос будет 1/3. Однако, если сначала была выбрана семья, а потом проверен пол одного из детей, то правильным способом подсчёта будет уже не подсчёт подходящих вариантов, а вычисление условной вероятности для каждого случая.
| Старший ребёнок | Младший ребёнок | P(этого случая) | P(«проверенный оказался мальчиком») | P(этот случай, и «проверенный оказался мальчиком») |
| --------------- | --------------- | --------------- | ----------------------------------- | -------------------------------------------------- |
| Девочка         | Девочка         | 1/4             | 0                                   | 0                                                  |
| Девочка         | Мальчик         | 1/4             | 1/2                                 | 1/8                                                |
| Мальчик         | Девочка         | 1/4             | 1/2                                 | 1/8                                                |
| Мальчик         | Мальчик         | 1/4             | 1                                   | 1/4                                                |

Ответ получен путём вычисления условной вероятности (1/4)/(0+1/8+1/8+1/4)=1/2. Заметим, что в случае с выбором конкретного ребёнка, всё произойдёт несколько иначе, и аналогичный ответ будет получен с помощью других вычислений. Например, если сначала мы будем узнавать пол младшего ребёнка, тогда
| Старший ребёнок (известный заранее пол) | Младший ребёнок | P(этого случая) | P(«второй ребёнок мальчик») | P(этот случай, и «второй ребёнок мальчик») |
| --------------------------------------- | --------------- | --------------- | --------------------------- | ------------------------------------------ |
| Девочка                                 | Девочка         | 1/4             | 0                           | 0                                          |
| Девочка                                 | Мальчик         | 1/4             | 1                           | 1/4                                        |
| Мальчик                                 | Девочка         | 1/4             | 0                           | 0                                          |
| Мальчик                                 | Мальчик         | 1/4             | 1                           | 1/4                                        |

(1/4)/(0+1/4+0+1/4)=1/2.

## Варианты вопросов
С тех пор, как парадокс Гарднера снискал популярность, он широко обсуждался, были придуманы различные формы второго вопроса. Первый вариант был предложен Bar-Hillel и Falk и звучал он так:
Мистер Смит - отец двоих детей. Мы встретили его, когда он гулял с маленьким мальчиком, про которого он с гордостью сказал, что это его сын. Какова вероятность того, что второй ребёнок мистера Смита тоже мальчик?
Bar-Hillel и Falk использовали этот вариант, чтобы подчеркнуть то, как важно обращать внимание на основополагающие допущения. В данном случае напрашивающийся ответ ½ является правильным. Однако кто-то может не согласиться и сказать, что перед тем, как мистер Смит представил нам мальчика, мы знаем, что он отец либо двух девочек ДД, либо двух мальчиков ММ, либо мальчика и девочки, где старший либо мальчик МД, либо девочка ДМ. Таким образом, учитывая равновероятность событий, мы опять начинаем с вероятности 1/4, что у Смита два мальчика. Когда мы узнаём, что у него по крайней мере один мальчик, мы автоматически отметаем вариант с двумя девочками. А из того, что оставшиеся три исхода равновероятны, мы делаем вывод о том, что вероятность ММ равняется 1/3.
Bar-Hillel и Falk говорят, что есть естественное предположение о том, что мистер Смит случайно выбрал ребёнка, с которым пойти гулять, однако в этом случае комбинации ММ, МД и ДМ более не равновероятны. В этом случае в ситуации ММ выбор мальчика в компаньоны гарантирован, а в остальных двух случаях вероятность отличается от 1. Если провести расчёты с учётом данного фактора, то получится, что вероятность того, что второй ребёнок мальчик, равна 1/2.
Однако Бар-Хиллель и Фальк предложили и альтернативный сценарий. Они предположили, что существует культура, в которой для прогулки в любом случае выбирается мальчик. При таком предположении пары детей ММ, МД и ДМ равновероятны даже при том, что нам известно, что на прогулку отправился мальчик, откуда можно получить, что вероятность того, что второй ребёнок тоже мальчик, равна 1/3.
В 1991 году Мэрилин вос Савант в своей колонке «Спросите Мэрилин» в журнале Parade ответила читателю, который попросил её решить вариант парадокса с щенками. А в 1996 году появилась ещё одна вариация второго вопроса:
- 1991 год: Продавщица в магазине говорит, что может показать вам двух щенков, однако она не знает, какого пола щенки. Вы хотите исключительно собаку мужского пола, поэтому продавщица звонит сотруднику магазина, который в это время купает щенков и спрашивает: «Хотя бы один из них мальчик?» — и получает утвердительный ответ. Какова вероятность того, что и второй щенок тоже мужского пола?

- 1996 год: У мужчины и женщины (никак не связанных между собой) есть по двое детей. Мы знаем, что у женщины по крайней мере один сын, а старший ребёнок мужчины — мальчик. Можете ли вы объяснить, почему вероятности иметь 2 сыновей у этих мужчины и женщины не равны?

Сама вос Савант дала классический ответ на этот вопрос. Но при этом она провела опрос, в ходе которого читатели с 2 детьми, среди которых по крайней мере один сын, отвечали на вопрос, какого пола их дети. 35,9 % из почти 18000 человек ответили, что у них 2 мальчика.
Эта заметка вос Савант была подробно рассмотрена Карлтоном и Стэнсфилдом в 2005 году в статье журнала The American Statistician. Авторы не обсуждают возможной двусмысленности в этом вопросе, и заключают, что её ответ является правильным с математической точки зрения, с учётом предпосылки, что вероятности появления мальчика и девочки равны, и что пол второго ребёнка не зависит от пола первого. Касаемо её исследования они заявляют, что «в любом случае, мы подтверждаем, что утверждение вос Савант о том, что вероятности, представленные в первоначальном вопросе, не равны, верно, и что вероятность двух мальчиков ближе к 1/3, чем к 1/2».
Затем Карлтон и Стэнсфилд переходят к обсуждению парадокса мальчика и девочки в жизни. Они демонстрируют, что в реальном мире мальчики встречаются несколько чаще, чем девочки, и что независимость пола второго ребёнка от пола первого не так уж очевидна. Авторы приходят к выводу, что хотя предпосылки вопроса противоречит реальным наблюдениям, парадокс имеет большую педагогическую ценность, так как он «иллюстрирует одно из наиболее интересных применений условной вероятности». На самом деле, фактические значения вероятности не важны; ведь цель парадокса заключается в демонстрации, казалось бы, противоречивых логик, а не фактического уровня рождаемости.

## Психологическое исследование
С точки зрения статистического анализа вышеописанные вопросы часто неоднозначны и не имеют «правильного» ответа, как такового. Однако парадокс второго ребёнка на этом не исчерпывается, также полезными являются возможности, которые он открывает для исследования интуитивного восприятия вероятности человеком. Исследования, подобные тем, что проводила Вос Савант, утверждают, что если бы люди были последовательными, то скорее всего приходили бы к ответу 1/3, но чаще встречается ответ 1/2. Неоднозначность этого второго вопроса, хотя и создаёт парадоксы в классической математике, является почвой для того, чтобы изучать интуитивное восприятие вероятности людьми.
Фокс и Левав (Fox & Levav) в 2004 году использовали этот парадокс, чтобы изучить, как люди оценивают условную вероятность. В этом исследовании парадокс был представлен людям в двух видах:
- Мистер Смит говорит: «У меня двое детей, и по крайней мере один из них мальчик». Получив эту информацию, скажите, какова вероятность того, что второй ребёнок мистера Смита тоже мальчик.
- Мистер Смит говорит: «У меня двое детей, и это не 2 девочки». Получив эту информацию, скажите, какова вероятность того, что у мистера Смита 2 сына.

Авторы утверждают, что первая формулировка даёт читателю ошибочное впечатление, что существует две равновероятных возможности для «другого ребёнка», тогда как вторая формулировка даёт читателю впечатление, что существует четыре возможных исхода, один из которых был исключён (в результате вероятность для двух мальчиков равна 1/3, так как существуют три возможных оставшихся элементарных исхода, только в одном из которых оба ребёнка мальчики).
По результатам этого эксперимента выяснилось, что две эти формулировки запутывают людей. Так, в первом случае ответ 1/2 давали 85 % респондентов, в то время как во втором только 39 %. Авторы предполагают, что причиной, по которой люди по-разному отвечают на эти 2 вопроса, является то, что люди принимают решения с помощью эвристик, предполагающих использование неформализованных методов, в отличие от решения методами, опирающимися на чёткие математические модели.